# Trochalus aethiopicus
Trochalus aethiopicus är en skalbaggsart som beskrevs av Moser 1916. Trochalus aethiopicus ingår i släktet Trochalus och familjen Melolonthidae. Inga underarter finns listade i Catalogue of Life.